# Karl Telch
Karl Telch (* 29. Januar 1870 in Mühlau; † 6. März 1953 in Innsbruck) war ein österreichischer Theologe.

## Leben
Er war Theologieprofessor am Missionshaus der Catholic Foreign Mission Society of America in Maryknoll, New York, Professor für Moraltheologie und Kirchenrecht am Joseph College, Columbus, Ohio und später Theologieprofessor in Düren (Rheinland). Nach der Promotion in Innsbruck und der Habilitation in Graz las von 1899 bis 1908 Dogmatik, Moral, Exegese und Pastoral an der Lehranstalt der Pallottiner in Limburg. Er wurde in Mieders begraben.

## Schriften (Auswahl)
- Eucharistische Lichtstrahlen, gesammelt aus den Werken von Alban Stolz. Ein Kommunionbuch. Paderborn 1926, OCLC 72509900.
- Die heilige Messe, die Sonne des Universums. Ein Meßbuch nach Alban Stolz. Rottweil 1928, OCLC 23669260.
- Petrus Canisius: Maria, die unvergleichliche Jungfrau und hochheilige Gottesgebärerin. Warnsdorff 1933, OCLC 864522595.
- Die Komplet. Winterberg 1940, OCLC 72237492.